# Alexis Canoz

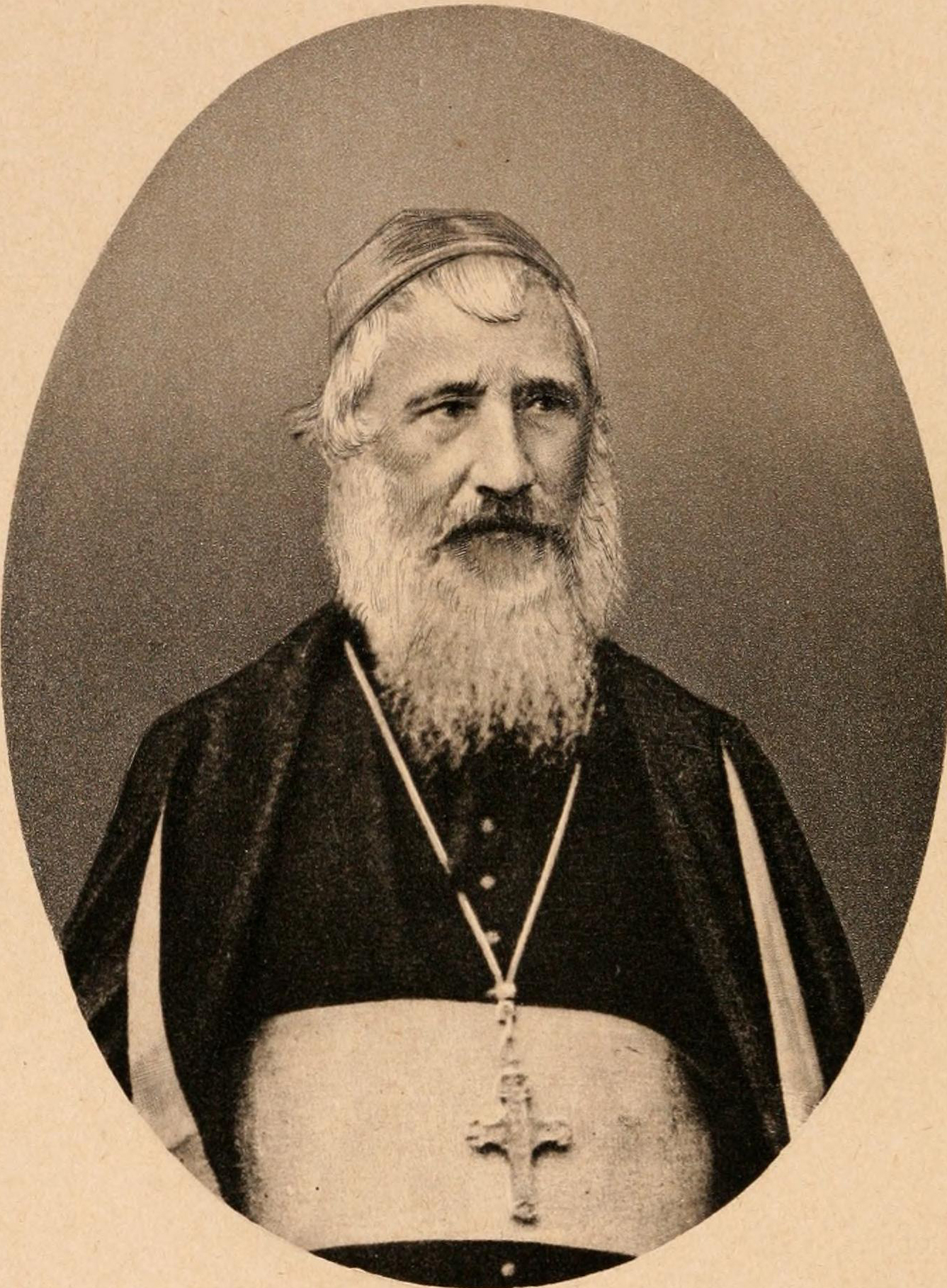
Alexis Cano

Alexis Canoz SJ (* 8. September 1805 in Sellières, Erstes Kaiserreich; † 2. Dezember 1888 in Tiruchirappalli, Britisch-Indien) war ein französischer Bischof.
Canoz wurde am 24. August 1832 zum Priester geweiht und im Jesuitenorden inkardiniert. Papst Gregor XVI. ernannte ihn am 22. Mai 1846 zum Titularbischof von Tamsus und Apostolischen Vikar von Madurai und Coromandel Coast. Louis Martini OCD, Apostolischer Vikar von Verapoly, weihte ihn am 29. Juni 1847 zum Bischof. Mitkonsekratoren waren Clément Bonnand MEP, Apostolischer Vikar von Madurai und Coromandel, und Melchior-Marie-Joseph de Marion-Brésillac MEP, Pro-Apostolischer Vikar von Coimbatore. Von 1858 bis zum 18. Dezember 1860 verwaltete er als Apostolischer Administrator die Apostolischen Vikariate von Bombay und Poona. Papst Leo XIII. erhob sein Apostolisches Vikariat zum Bistum Madurai und ernannte Canos zum ersten Bischof. Er war Teilnehmer des Ersten Vatikanischen Konzils. Am 7. Juni 1887 benannte er es in Bistum Trichinopoly um.